# 南大井村
南大井村（みなみおおいむら）は長野県北佐久郡にあった村。現在の小諸市の南東部、小海線以東にあたる。

## 歴史
- 1889年（明治22年）4月1日 - 町村制の施行により、御影新田村・平原村・和田村の区域をもって発足。
- 1954年（昭和29年）4月1日 - 小諸町・三岡村と合併して小諸市が発足。同日南大井村廃止。

## 交通

### 鉄道路線
- 日本国有鉄道
  - 信越本線（現・しなの鉄道線）
    - 平原駅

上記のほか、小海線の三岡駅が至近（隣接する三岡村）に所在。

### 道路
- 国道141号

現在は旧村域に上信越自動車道・中部横断自動車道の佐久小諸ジャンクションが所在するが、当時は未開通。

## 遺構

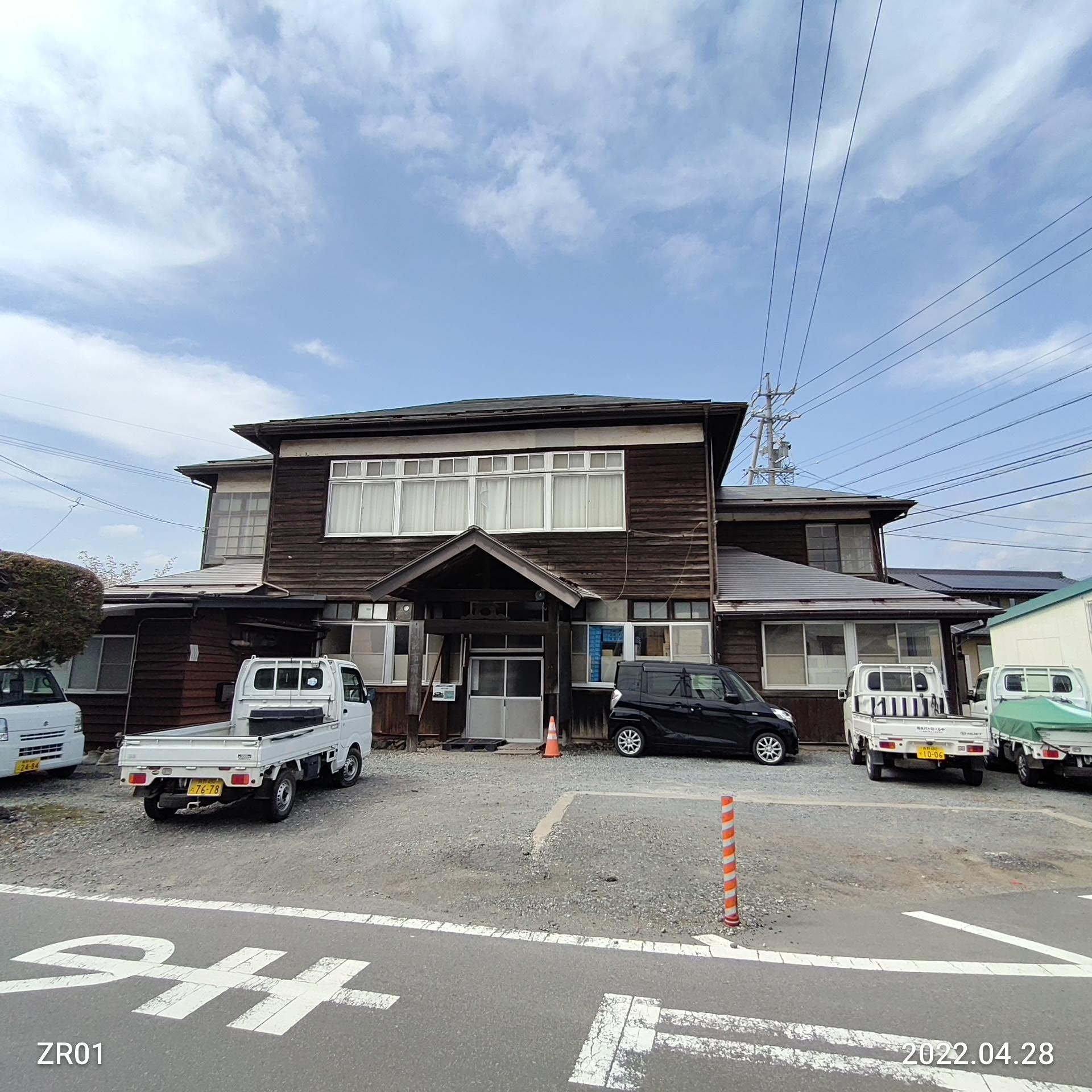
昭和29年まで南大井村役場として使用された建物

- 昭和29年まで南大井村役場として使用された建物南大井村役場-昭和29年まで役場として使われた建物が現存し、小諸市教育委員会により「旧南大井村役場」として平成30年小諸ふるさと遺産に認定されている。[1]

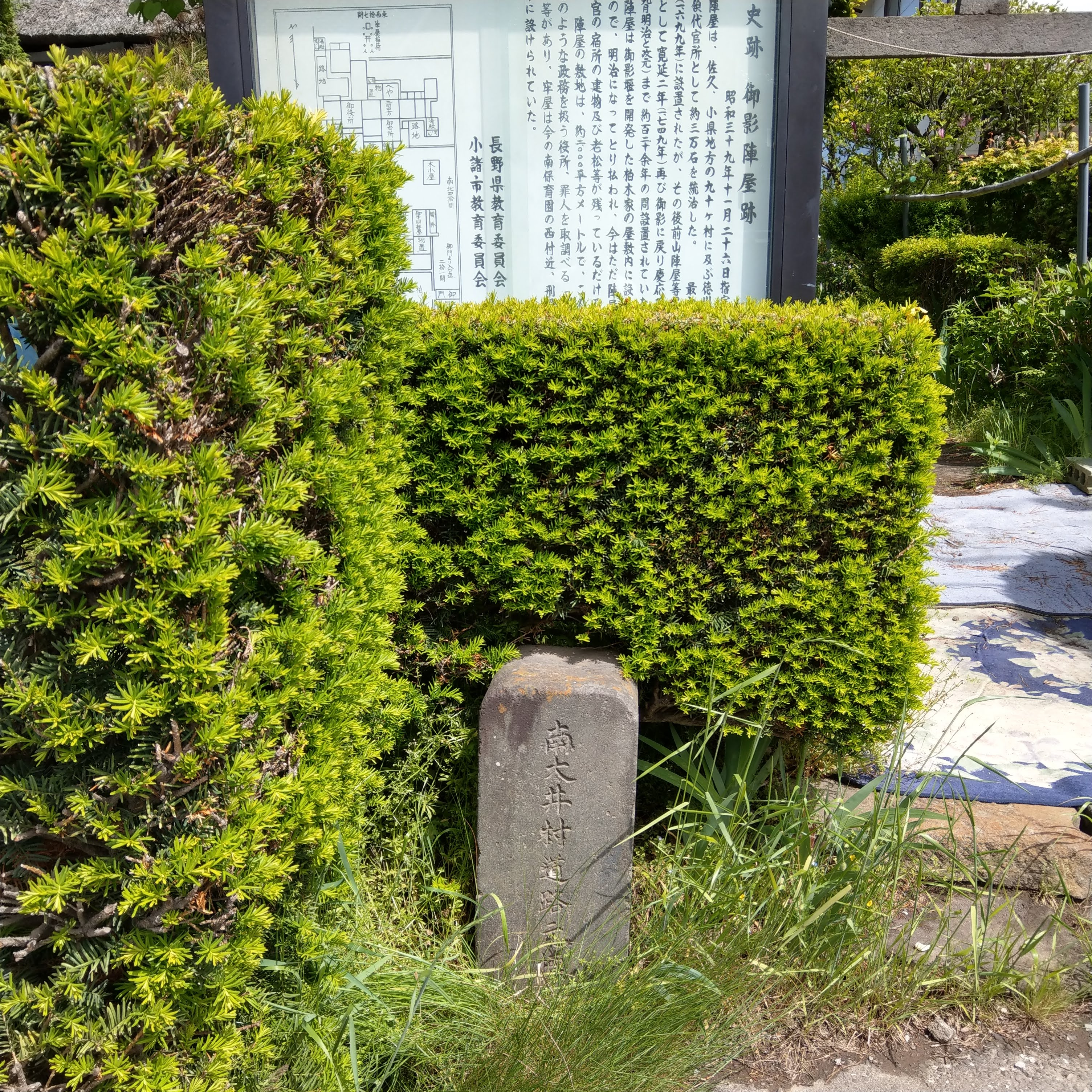
御影陣屋跡前の南大井村道路元標

- 御影陣屋跡前の南大井村道路元標南大井村道路元標－御影陣屋跡前に残されている。